# Парламентские выборы на Каймановых Островах (2013)
Парламентские выборы на Каймановых Островах прошли 22 мая 2013 года. На ни избиралось 18 депутатов Законодательной ассамблеи. В декабре 2012 года правительство Объединённой демократической партии пало в результате вотума недоверия, её место заняло временное правительство, включившее членов бывшей ОДП, которые сформировали Народный национальный альянс. Основное соперничество на выборах проходило между Народным прогрессивным движением и Демократической партией. Две новые партии Народный национальный альянс и политическая группа Коалиция за Кайманы выдвинули лишь небольшое количество кандидатов.
В результате Народное прогрессивное движение получило 9 мест парламента и его лидер Олден МакЛафлен сформировал новое правительство.
Это были последние выборы, проводившиеся по многомандатным округам, где избиратель мог подать столько голосов, сколько мандатов было в его избирательном округе.

## Результаты
| Партия                                | Голоса | %     | Места | +/-   |
| ------------------------------------- | ------ | ----- | ----- | ----- |
| Народное прогрессивное движение       | 21 859 | 36,1  | 9     | +4    |
| Демократическая партия                | 16 816 | 27,8  | 3     | -6    |
| Коалиция за Кайманы                   | 11 275 | 18,6  | 3     | новая |
| Народный национальный альянс          | 3 436  | 5,7   | 1     | новая |
| Независимые                           | 7 212  | 11,9  | 2     | +1    |
| Всего бюллетеней *                    | 60 598 | 100   | 18    | +3    |
| Проголосовавших избирателей           | 14 760 | -     | -     | -     |
| Зарегистрированных избирателей / Явка | 18 492 | 79,82 | -     | -     |

* Каждый избиратель имел столько голосов, сколько мандатов было в его округе, поэтому общее количество голосов, отданных за различные партии, больше, чем количество избирателей.